# Leon Koopman
Leon Koopman (Harderwijk, 18 april 1987) is een Nederlands voetballer. Hij komt uit voor Bennekom.
Op 27 april 2007 maakte Koopman zijn debuut voor Go Ahead Eagles in de wedstrijd tegen FC Dordrecht (0-3 verlies). Dit was tevens zijn laatste wedstrijd in de hoofdmacht van Go Ahead. Vanaf seizoen 2008/2009 meldde Koopman zich bij Bennekom.

## Statistieken
| Seizoen | Club            | Wedstrijden | Doelpunten | Competitie               |
| ------- | --------------- | ----------- | ---------- | ------------------------ |
| 2006/07 | Go Ahead Eagles | 1           | 0          | Eerste divisie           |
| 2007/08 | Go Ahead Eagles | 0           | 0          | Eerste divisie           |
| 2008/09 | Bennekom        | onb.        | onb.       | Zaterdag Hoofdklasse B   |
| 2009/10 | Bennekom        | onb.        | onb.       | Zaterdag Hoofdklasse B   |
| 2010/11 | Bennekom        | onb.        | onb.       | Zaterdag eerste klasse D |
|         | Totaal          | 1           | 0          |                          |